# Valdoie
Valdoie es una comuna francesa situada en el departamento del Territorio de Belfort, de la región de Borgoña-Franco Condado. Es la cabecera (bureau centralisateur en francés) y mayor población del cantón de su nombre.
Los habitantes se llaman Valdoyens.

## Geografía
Está ubicada al norte de Belfort y forma parte de la aglomeración de esta ciudad.

## Demografía
| 3 380 | 3 538 | 3 986 | 3 983 | 4 466 | 4 572 | 4 314 | 4 843 | 5 044 | 5 382 |
| Para los censos de 1962 a 1999 la población legal corresponde a la población sin duplicidades (Fuente: INSEE [Consultar]) |       |       |       |       |       |       |       |       |       |